# Hitté
Hitté est une localité du Burkina Faso située dans le département de Ouindigui, la province du Loroum et la région du Nord.

## Population
Lors du recensement de 2006, on y a dénombré 2 948 habitants. 

## Éducation
En 2016-2017, la localité possède 3 écoles primaires publiques.